# Пони Занскари
Занискари или Занскари — порода маленьких горных лошадей или пони из союзной территории Ладакх на севере Индии. Они названы в честь Занскарской долины или региона в Каргильском районе. Они похожи на породу Спити в штате Химачал-Прадеш, но лучше приспособлены для работы на большой высоте. Как и Спити, они имеют сходство с тибетскими породами лошадей. Они среднего размера и часто серого цвета. Эта порода считается находящейся под угрозой исчезновения, так как сегодня в живых всего несколько сотен голов, и в Индии была начата программа по сохранению.

## История
В 1977 году популяция лошадей Занискари оценивалась в 15 000-20 000 голов. Эта порода была указана FAO в качестве «не подверженной риску» в 2007 году. Однако ей угрожает неразборчивое скрещивание с другими лошадьми, и считается, что в настоящее время остается только несколько сотен чистокровных животных. В основном в долинах Ладакха, в том числе в Занскарском ущелье, из которого порода берет свое название. Отдел животноводства Джамму и Кашмира управляет фермой в Падуме, Занскар, для разведения и сохранения породы. Поголовье быстро уменьшилось из-за механизации и увеличения числа дорог в его родной области. Однако в 2006 году у поголовья не было признаков какого-либо значительного генетического «узкого места». Генетический анализ пяти индийских пород лошадей в 2007 году показал, что Занискари близки к породам Манипури, Спити и пони Бхутия и более отдалены от Марвари. Исследование всех шести индийских пород в 2014 году сгруппировало Занискари с породами Бхутия, Манипури и Спити, и обнаружило, что оно наиболее тесно связано со Спити.

## Характеристики
Занискари является крепким, компактным и хорошо сложенным, и особенно приспособлен для работы в гипоксической среде Ладакха. 140—150 см и длина тела около 95—115 см. Самые распространённые масти — серый; гнедой, рыжий, вороной также встречаются.

## Использование
Занискари особенно приспособлен для работы в качестве вьючного животного на больших высотах и в сложных условиях его родного региона, который находится между 3000 и 5000 м над уровнем моря и где температура может достигать −40 °C. Он сильный и устойчивый, с хорошей выносливостью. Индийская армия в Ладакхе использует его как вьючного зверя. Он также используется для катания и поло.